# Ospedale Huoshenshan
L'Ospedale Huoshenshan (cinese: 火神山医院; pinyin: Huǒshénshān Yīyuàn; letteralmente: Ospedale Monte del Dio del Fuoco) è stato un nosocomio realizzato a Wuhan, Hubei (Cina) in risposta alla pandemia di COVID-19 del 2019-2021.
La costruzione è iniziata la sera del 23 gennaio 2020 e si è conclusa il 2 febbraio 2020.
La struttura si trova vicino al lago Zhiyin (知音 湖) nel Distretto di Caidian, accanto al sanatorio dei lavoratori di Wuhan (武汉 职工 疗养院) ed è progettata per trattare gli individui che hanno contratto l'infezione da SARS-CoV-2. È modellato sull'Ospedale SARS Xiaotangshan ( 小汤山 医院 ), che è stato costruito nella periferia di Pechino in sei giorni per l'epidemia di SARS.
Un secondo ospedale da campo, l'Ospedale Leishenshan, ha iniziato la costruzione usando lo stesso modello, aperto poi l'8 febbraio 2020.
I due ospedali sono consacrati a due divinità che purificano dai demoni della pestilenza (wenshen 瘟神) nella religione tradizionale cinese, il Dio del Fuoco (Huoshen 火神) e il Dio del Tuono (Leishen 雷神). Le due divinità sono l'essenza spirituale rispettivamente di Yandi e Huangdi, i due dèi-antenati dei Cinesi, sono complementari e hanno complesse associazioni nel sistema degli elementi e della medicina tradizionale cinese.